# Percy Moran
Percy Moran (1886 - 1958) fue un actor y director cinematográfico irlandés, activo en la época del cine mudo.

## Biografía
Nacido en Irlanda, Moran había sido boxeador y extra cinematográfico antes de empezar a actuar para la pantalla en 1912. Desde entonces hasta el año 1924 actuó en diferentes producciones británicas mudas. Uno de sus papeles más conocidos fue el del Teniente Jack Daring en varias cintas de aventuras. Precisamente con el nombre de Jack Daring dirigió una cinta western en 1919, Jack, Sam and Pete, también interpretada por él.
Según algunas fuentes, y con el nombre de Eddie Moran, podría haber seguido actuando para la gran pantalla en los años 1940 en los Estados Unidos.
Percy Moran falleció en 1958.